# 13e régiment de zouaves
Le 13e régiment de zouaves (abrégé 13e RZ) est un régiment de zouaves de l'armée française n'ayant existé que durant la Seconde Guerre mondiale.

## Création et différentes dénominations
- 7 septembre 1939 : création du 13e régiment de zouaves à Castelnaudary au Centre Mobilisateur d'Infanterie 163.
- juin 1940 : après de fortes pertes, le régiment est dissous au camp de La Courtine. Ses officiers sont intégrés au 114e régiment d’infanterie

## Devise

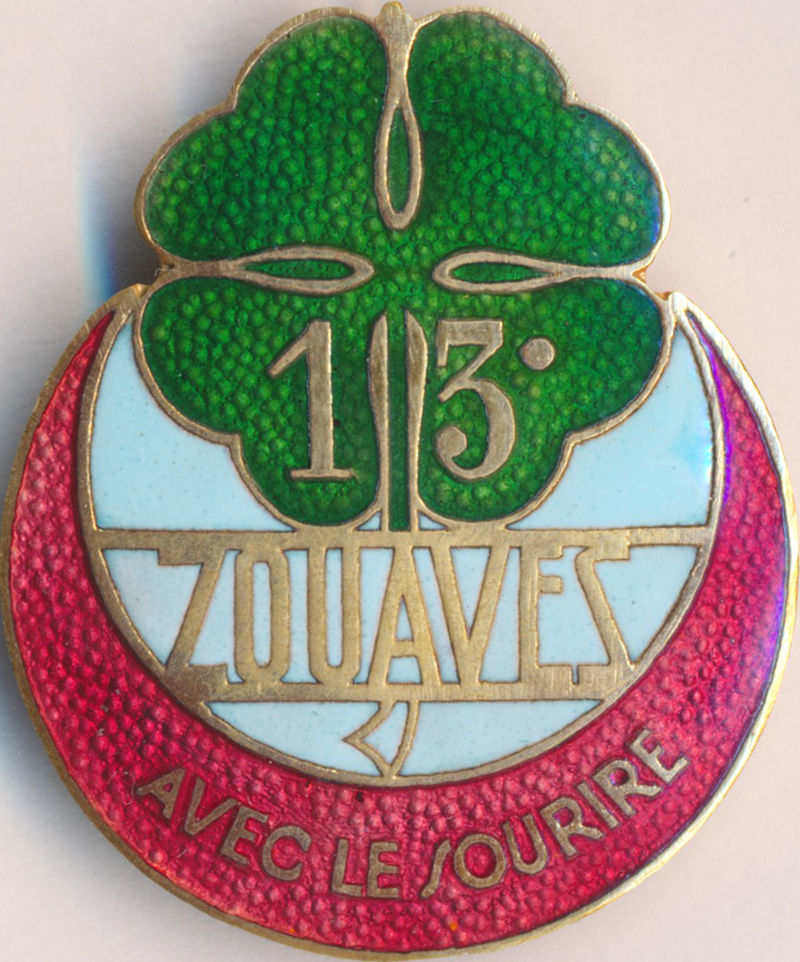

Avec le Sourire

## Encadrement
Chef de corps : Lieutenant-colonel Pothuau Marie Paul Emile Felix
1er Bataillon : Capitaine Desmaires
2e Bataillon : Chef de bataillon Puigt
3e Bataillon : Chef de bataillon Mazoyer

## Historique

### Seconde Guerre mondiale

#### Drôle de guerre

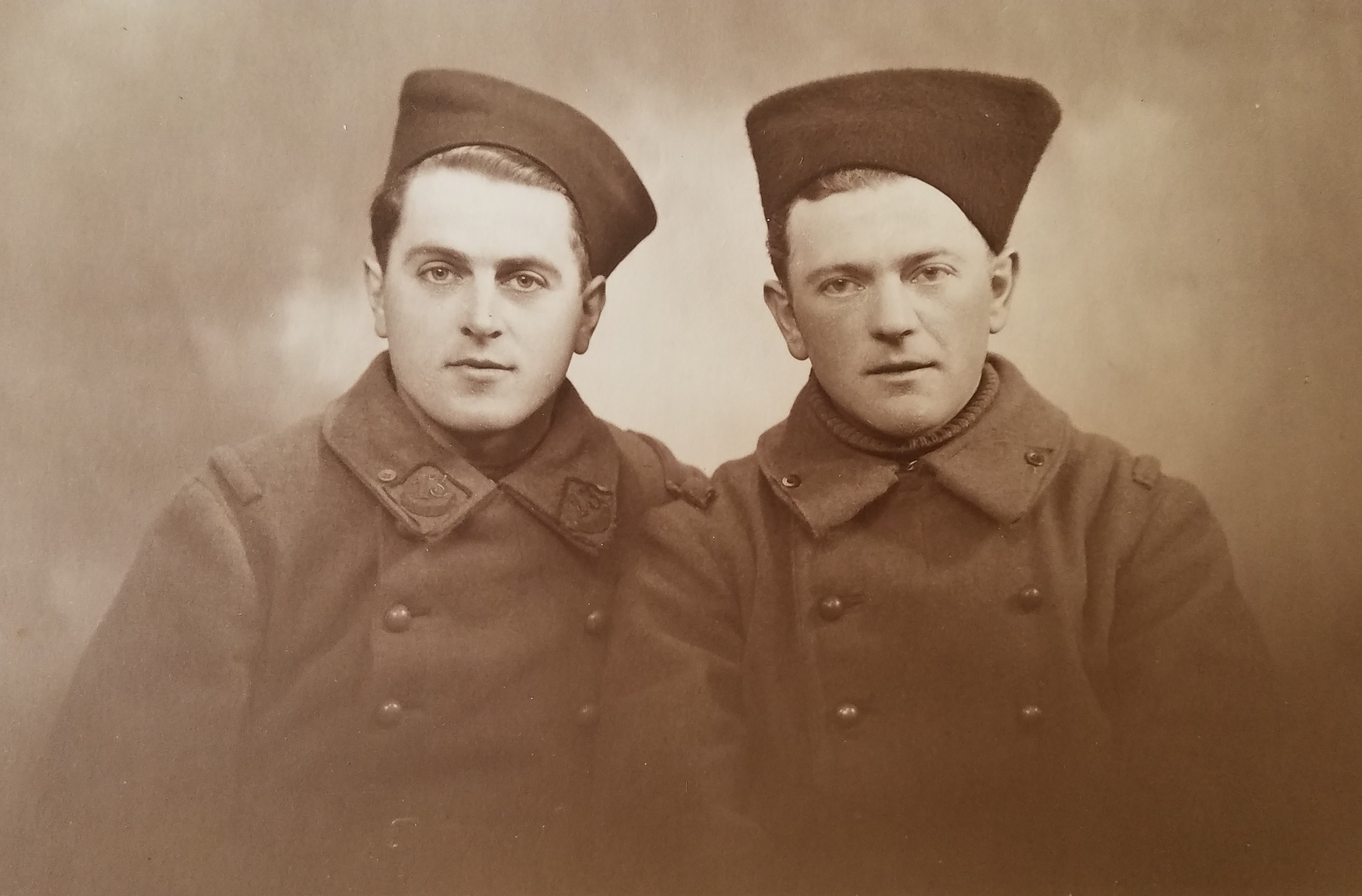
Sergent (de Réserve) et soldat du 13e régiment de zouaves. Ils portent la chéchia et sont équipés de la capote modèle 20. Le fond des pattes de collet est kaki, et la double soutache garance. Le numéro et le croissant sont en métal, variante non réglementaire pour sous-officier.

Le 13e régiment de zouaves appartient à la 4e division d'infanterie nord-africaine. Cette division stationne dans la région de Trélon – Arlon, il est prévu qu'elle participe à la manœuvre Dyle au sein de la 9e armée. Elle doit s'avancer en Belgique et se tenir en réserve dans la région de Philippeville pour intervenir au profit de l'aile gauche de l'armée sur la Meuse.

## Drapeau du régiment
Son drapeau ne porte aucune inscriptions.